# Callopistria flavitincta
Callopistria flavitincta är en fjärilsart som beskrevs av Anthony C. Galsworthy 1997. Callopistria flavitincta ingår i släktet Callopistria och familjen nattflyn. Inga underarter finns listade i Catalogue of Life.